# Diem (motorfiets)
Diem is een Frans historisch merk van hulpmotoren.
In het begin van de jaren vijftig waren hulpmotoren voor fietsen in Frankrijk populair. De firma Diem leverde een 48cc-tweetaktmotor die het fietswiel aandreef via een ketting en die twee versnellingen had.